# Lössplatån

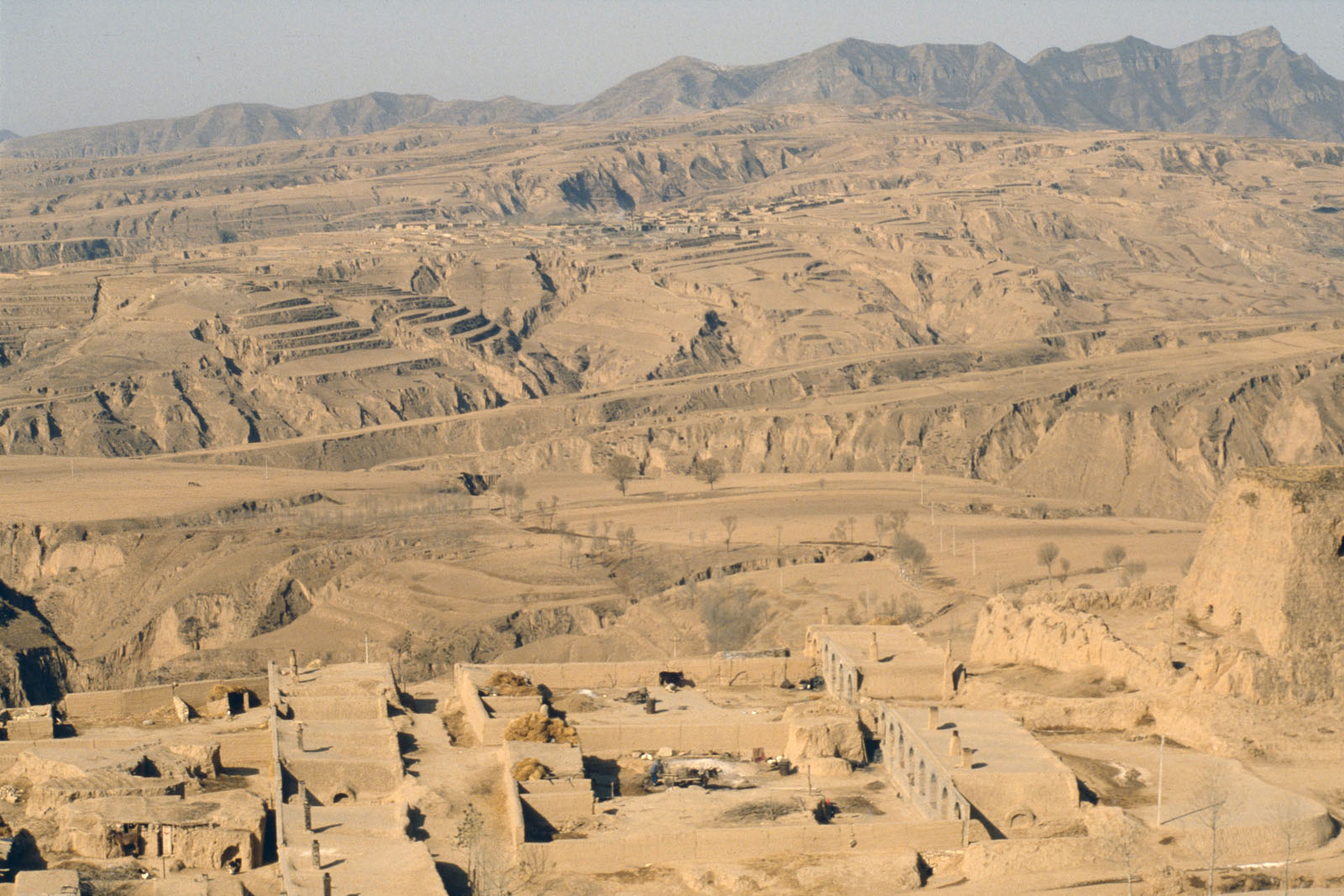
Landskap med lössjord på Lössplatån vid Hunyuan i Shanxi.

Lössplatån är en geografiskt och historiskt viktig platå av lössjord i Kina. Den ligger i den centrala delen av landet, 800 km väster om huvudstaden Peking.
Lössplatån upptar området väster om Taihangbergen, öster om Qilianbergen och norr om Qinlingbergen. I norr gränsar Lössplatån mot Ordosplatån. Lössplatån upptar 500 000 km² och ligger 1 000 till 2 000 m över havsnivå.